# Guy Tillim
Guy Tillim (* 1962 in Johannesburg) ist ein südafrikanischer Fotograf. Nachdem er am Anfang seiner Karriere als Pressefotograf arbeitete, ist Tillim seit Ende der 1990er Jahre auch in der internationalen Kunstwelt erfolgreich.

## Leben
Guy Tillim studierte an der University of Cape Town und schloss sein Studium 1985 mit einem B.A. in Wirtschaftswissenschaften ab. 1986 schloss er sich der südafrikanischen Fotografenvereinigung Afrapix an und begann für Reuters Südafrika zu arbeiten. Ab 1988 war er als Freelancer auch für andere Presseagenturen (besonders für AFP) tätig.
Sein künstlerisches Werk umfasst Bilderserien politischer Krisenherde in Afrika, Porträts sowie urbane Arbeiten, die dem investigativen Reportagejournalismus nahe sind. Tillim arbeitet bevorzugt in Farbe, seine Bilder zeichnen sich durch zurückhaltende Helligkeitskontraste und eine elegische Bildkonstruktion aus.

„Für Guy Tillim gilt, dass seine künstlerische Haltung sich auf der heiklen Grenze zwischen Empathie und Distanzierung formuliert. Seine Wege durch die Länder des südlichen Afrika sind nicht von vorgezeichneten Zielen diktiert, sondern scheinen einer zunächst vorurteilsfreien Aufmerksamkeit für die Gegebenheiten und die Lebenswelten zu folgen, welche die Menschen selbst herbeigeführt haben und in die sie gleichermaßen hineingestellt sind. Tillim sucht nicht das ‚richtige', das ‚geglückte' Motiv, er lässt sich von Bildern gleichsam auffinden, läßt sie an sich herantreten, um sie zugleich in gerichteter Bewegung zu umkreisen, sie zu schildern. […] Tillim liefert uns, trotz genauer Orts- und Situationsangaben, keine journalistisch verwertbaren fotografischen Befunde, sondern zieht uns hinein in den Kreislauf von Deutungen und Standpunkten, Sichtweisen und Interpretationen, er zwingt uns hinein in eine Offenheit für Bezüge und Verweise, welche die scheinbare ‚Schwäche' der Urteilsfindung ummünzt in die Stärke genauen und wiederholten Hinsehens.“

Tillim lebt und arbeitet in Kapstadt.

## Ausstellungen

### Einzelausstellungen (Auswahl)
- 2015: Points Of View, Kuckei + Kuckei, Berlin
- 2014: Jo’burg: Points Of View, Stevenson, Johannesburg, Südafrika
- 2014: Jo’burg, Kuckei + Kuckei, Berlin
- 2013: Libreville, Stevenson, Johannesburg, Südafrika
- 2012: Second Nature. Huis Marseille, Amsterdam.[2]
- 2012: Second Nature, Kuckei + Kuckei, Berlin
- 2011: Avenue Patrice Lumumba, MoCP – The Museum of Contemporary Photography, Chicago, IL
- 2010: Avenue Patrice Lumumba, Kuckei + Kuckei, Berlin
- 2008: Guy Tillim. Haunch of Venison, Zürich.[3]
- 2008: Petros Village. Haus Für Kunst Uri, Altdorf (Schweiz).[4]
- 2007: Congo Democratic. Extraspazio, Rom.[5]
- 2005: Leopold and Mobutu. Photographers' Gallery, London.[6]
- 2004: Jo'burg. South African National Gallery, Kapstadt.
- 2004: DaimlerChrysler Award-Ausstellung im DaimlerChrysler Contemporary, Berlin, dann Sindelfingen.[7]
- 2003: Departure. PhotoZA, Johannesburg.
- 2001: Kuito, Angola. South African Museum, Kapstadt.
- 1996: Kabul, Afghanistan. Durban Centre for Photography, Durban.

### Teilnahme an Gruppenausstellungen (Auswahl)
- 2017: 10 YEARS OLD // 2007–2017: a history of the world told through the images of the Fondazione Cassa di risparmio di Modena Collection, Modena, Foro Boario
- 2016: On the Subject of the Ready-made, Daimler Contemporary, Berlin
- 2015: Strange Worlds – Works from the collection, Fondazione Fotografia Modena, Modena, Italien
- 2015: The Order of Things – Photography from The Walther Collection, The Walther Collection, Neu-Ulm
- 2015: Making Africa – A Continent of Contemporary Design, Vitra Design Museum, Weil am Rhein
- 2014: Constructing Worlds: Photography and Architecture in the Modern Age, Barbican Art Gallery, London, Großbritannien
- 2014: Room Service – Vom Hotel in der Kunst und Künstlern im Hotel, Staatliche Kunsthalle Baden-Baden, Baden-Baden
- 2014: Die Göttliche Komödie. Himmel, Hölle, Fegefeuer aus Sicht afrikanischer Gegenwartskünstler, Museum für Moderne Kunst (MMK), Frankfurt/Main
- 2013: Cityscapes – Cinco Fábulas Urbanas, CENTROCENTRO CIBELES DE CULTURA Y CIUDADANÍA, Madrid, Spanien
- 2012: Rise and Fall of Apartheid: Photography and the Bureaucracy of Everyday Life, ICP – International Center of Photography, New York City, NY
- 2012: Lost Places – Orte der Photographie, Hamburger Kunsthalle, Hamburg
- 2011: Appropriated Landscapes, The Walther Collection, Neu-Ulm
- 2011: Figures & Fictions: Contemporary South African Photography, Victoria & Albert Museum – V&A, London, Great Britain
- 2010: The Original Copy: Photography of Sculpture, 1839 to Today, MoMA – Museum of Modern Art, New York City, NY
- 2009: Face of Our Time, San Francisco Museum of Modern Art – SFMOMA, San Francisco, CA
- 2008 Cities in Crisis – Photographs of the South African Urban Landscape, University of Johannesburg, Johannesburg, Südafrika
- 2008: A Look Away – South African Photography Today, Kuckei + Kuckei, Berlin. Kuratiert von Christian Ganzenberg.
- 2008: Biennale Cuvée – Weltauswahl der Gegenwartskunst. O.K Centrum für Gegenwartskunst, Linz. Gezeigt wurde die Arbeit Leopold and Mobutu.[8]
- 2007: Global Cities. Tate Modern, London.[9]
- 2007: documenta 12, Kassel. Gezeigt wurde die Arbeit Congo Democratic.[10]
- 2007: Africa Remix. Johannesburg Art Gallery, Johannesburg, Südafrika.
- 2007: Reality check – Zeitgenössische Fotokunst aus Südafrika. Gezeigt im Neuen Berliner Kunstverein, Berlin,[11] in der Galerie der Stadt Sindelfingen,[12] im Museum Bochum,[13] sowie in den Kunstsammlungen Chemnitz.
- 2006: Photography, Video, Mixed Media III. DaimlerChrysler Contemporary, Berlin.[14]
- 2006: SLUM: Art and life in the here and now of the civil age. Neue Galerie Graz.[15]
- 2006: 27. Biennale von São Paulo.
- 2006: Snap Judgments: New Positions in Contemporary African Photography. International Center of Photography, New York.[16]
- 2005: Outside Europe – Aus der Sammlung DaimlerChrysler, Daimler Contemporary, Berlin.
- 2004: Unsettled. National Museum of Photography, Kopenhagen.[17]
- 2004: Africa Remix – Contemporary Art of a Continent. Gezeigt u. a. im Museum Kunstpalast, Düsseldorf und Centre Pompidou, Paris.[18]
- 1998: eyeAfrica: African Photography 1840–1998. Castle of Good Hope, Kapstadt.
- 1996: Colors: Art from South Africa. Haus der Kulturen der Welt, Berlin.

## Veröffentlichungen
- 2006: Petros Village, Punctum Editions, Rom.
- 2008: Avenue Patrice Lumumba. Prestel, München/Berlin/London/New York City, ISBN 978-3-7913-4066-1.
- 2012: Second Nature. Prestel, München, ISBN 978-3-7913-4690-8.
- 2014: JOBURG: Points of View, Punctum Press, Rom, ISBN 978-88-95410-22-7.
- 2015: O Futuro Certo – Steidl, Göttingen, ISBN 978-3-86930-649-0.